# Rhabdalestes
Rhabdalestes és un gènere de peixos pertanyent a la família dels alèstids.

## Distribució geogràfica
Es troba a Àfrica.

## Taxonomia
- Rhabdalestes aeratis (Stiassny & Schaefer, 2005)[3]
- Rhabdalestes brevidorsalis (Pellegrin, 1921)
- Rhabdalestes leleupi (Poll, 1967)
- Rhabdalestes maunensis (Fowler, 1935)
- Rhabdalestes rhodesiensis (Ricardo-Bertram, 1943)
- Rhabdalestes septentrionalis (Boulenger, 1911)
- Rhabdalestes tangensis (Lönnberg, 1907)[4]
- Rhabdalestes yokai (Ibala Zamba & Vreven, 2008)[5][6][7][8][9][10][11]